# Mondor (acteur)
Philippe Girard, dit Mondor, est un acteur et opérateur du début du XVIIe siècle.
Frère de Tabarin, il s’établit sur la place Dauphine à Paris, avec un théâtre dont les bouffonneries attiraient les gens à qui il vendait ses drogues.
Lui-même, à ce qu’il paraît, y jouait son rôle sous le nom de Rodomont (anagramme de Montdor), et il était renommé pour le talent de la parole non moins que pour la belle mine.
Il joue à Blois avec son frère en 1618, puis se retire à Chantecoq vers 1624.

## Source
- Gustave Vapereau, Dictionnaire universel des littératures, Paris, Hachette, 1876, p. 1422.